# La Philosophie de l'algèbre
La Philosophie de l'algèbre de Jules Vuillemin, ancien élève de l'École normale supérieure, professeur au Collège de France, est publiée aux Presses universitaires de France en 1962.
Publié en 1962, La Philosophie de l'algèbre. Tome I : Recherches sur quelques concepts et méthodes de l'Algèbre moderne est un ouvrage d'une grande technicité, à la fois mathématique et philosophique. 
Une deuxième partie devait compléter la Philosophie de l'algèbre, mais n'a jamais été publiée ; en 1993, Vuillemin expliquera pourquoi dans la 2e édition de la Philosophie de l'algèbre.
L'ouvrage est dédié à Pierre Samuel, mathématicien qui fut membre de Bourbaki, et assista Vuillemin dans la rédaction de l'ouvrage ; au physicien Raymond Siestrunck ; et au linguiste Georges Vallet, qui fut le collègue de l'auteur à l'université de Clermont-Ferrand. Les deux premiers étaient déjà remerciés dans Mathématiques et métaphysiques chez Descartes, à l'instar de Michel Serres qui était le collègue de Vuillemin à l'université de Clermont-Ferrand.

## Transposer en philosophie les méthodes de l'algèbre
Vuillemin part du constat suivant : « l'histoire des Mathématiques et de la Philosophie montre qu'un renouvellement des méthodes de celles-là a, chaque fois, des répercussions sur celle-ci ». Ainsi, la découverte des nombres irrationnels auraient conduit à la philosophie platonicienne, la géométrie algébrique serait liée à la métaphysique de René Descartes, et la découverte du calcul infinitésimal à la métaphysique de Leibniz. Or, les mathématiques ont connu depuis l'époque de Lagrange et Évariste Galois de profondes mutations, qui n'ont pas encore connu en philosophie l'imitation qu'elles méritaient.
Vuillemin analyse donc les méthodes qui ont permis le passage de l'algèbre classique — culminant avec Gauss et Lagrange — à l'algèbre moderne qui, depuis Évariste Galois, étudie des structures — à commencer, naturellement, par les structures algébriques. Mais surtout, son projet est de permettre le passage de la philosophie à une « critique générale de la raison pure », en transposant à la philosophie les méthodes qui ont révolutionné les mathématiques :
« Je me propose donc un double but :
1. j'examinerai comment une connaissance pure est possible eu égard à notre faculté de penser ;
2. j'utiliserai les analogies de la connaissance mathématique pour critiquer, réformer et définir, autant qu'il se pourra la méthode propre à la Philosophie théorique[4]. »

## L'algèbre, de Lagrange à Sophus Lie
La Philosophie de l'algèbre est divisée en six chapitres, dont chacun porte le nom d'un mathématicien :
- Première partie : « Réflexions sur le développement de la théorie des équations algébriques »
  - ch. 1 : « Le théorème de Lagrange »
  - ch. 2 : « Le théorème de Gauss »
  - ch. 3 : « La « méthode générale » d'Abel : preuves « pures » et démonstrations d'impossibilité »
  - ch. 4 : « La théorie de Galois »
- Deuxième partie : « Mathématique universelle »
  - ch. 5 : « La théorie de Klein »
  - ch. 6 : « La théorie de Lie »

La méthode de Vuillemin consiste à traiter d'abord le contenu mathématique des théories citées, de manière relativement détaillée, en s'appuyant, le cas échéant, sur de nombreuses équations ou sur des graphiques. Ensuite, l'auteur dégage l'avancée conceptuelle que représente chacune de ces théories. Enfin, il s'efforce de transposer à la philosophie, par analogie, ces méthodes. 

### Lagrange
Le premier chapitre porte sur les Réflexions sur la résolution algébrique des équations, mémoire dans lequel Lagrange montre le modèle sous-jacent à toutes les méthodes de résolution des équations algébriques trouvées par ses prédécesseurs, du deuxième au quatrième degré, puis démontre que cette méthode ne peut plus fonctionner pour une équation du cinquième degré. Selon Vuillemin, il faut voir là « la méthode réflexive appliquée à l'Algèbre ». Autrement dit, l'algèbre ne se contentait plus de résoudre des problèmes pour se heurter occasionnellement à des échecs, mais réfléchit sur elle-même en s'interrogeant sur les conditions qui font qu'une équation soit résoluble ou non. La méthode de Lagrange est a priori, et non a posteriori comme celle de ses prédécesseurs : il s'interroge sur les conditions d'un problème, au lieu de rechercher de manière empirique et contingente des solutions : 
« En ajoutant à la méthode de ses prédécesseurs la considération de la résolvante, Lagrange non seulement fournit la raison pour laquelle cette méthode réussit, mais il permet de substituer à un procédé a posteriori et aveugle de résolution un procédé rationnel et a priori. »
En ceci, Lagrange serait à l'origine de la théorie des groupes développée par Évariste Galois.
Cette méthode trouve, selon Vuillemin, son analogon dans le système de Fichte. Voulant expliquer la possibilité en général d'une expérience, c'est-à-dire  le fait qu'il y ait, pour nous, des phénomènes, Kant aurait procédé d'une manière qui « ressemblait assez aux inventions des algébristes qui précédèrent Lagrange », par exemple en présupposant certains éléments qu'il fallait précisément fonder, comme l'existence des mathématiques ou de la physique. En s'efforçant de déduire a priori de la structure du Moi la possibilité d'une expérience, Fichte aurait suivi une méthode plus rationnelle, moins empirique. Ainsi nous aurions un véritable parallélisme entre une méthode mathématique et une méthode philosophique. 
Mais les deux méthodes souffrent des mêmes limitations, qui réside, selon Vuillemin, dans leur caractère « génétique » ; et « en un sens radical, toute méthode génétique est un empirisme larvé ». Chez Lagrange, « la Théorie des équations étouffe la Théorie des groupes et ne lui permet pas une croissance autonome » : Lagrange aurait approché certaines notions de la théorie des groupes, mais sans les développer pour elles-mêmes, c'est-à-dire en les subordonnant à une théorie qui, d'un point de vue structural, leur est en réalité subordonnée. Génétiquement, la théorie des groupes succède à la théorie des équations dont elle permet la résolution de certaines difficultés ; mais structurellement, c'est la théorie des équations qui dépend de la théorie des groupes, dont elle est une application. La philosophie fichtéenne souffre du même défaut méthodologique : elle met le doigt sur des structures plus générales que la conscience, mais ne va pas jusqu'au bout de ses découvertes.

### Gauss

#### Une méthode classique
Le deuxième chapitre de l'ouvrage est consacré au problème de la construction des polygones réguliers, tel qu'il est traité par Gauss dans les Disquisitiones arithmeticæ. Deux aspects intéressent Vuillemin dans le traitement gaussien de cette question. Le premier est évidemment l'exactitude de ce résultat ; le deuxième, le caractère typiquement classique, et non moderne, de la méthode gaussienne. Autour de ce problème se cristallise ainsi l'opposition de deux méthodes, mais aussi de deux âges de la science mathématique, l'un qui se termine avec Gauss, l'autre qui commence avec Évariste Galois :
« [Le problème] de la construction des polygones réguliers reçut une solution complète, avant que la théorie abstraite, qui rendait possible cette solution, ait été dégagée. La solution est due à Gauss et la théorie à Galois. La seconde n'eût sans doute pas été possible sans la première, mais elle en est sortie par une rupture plutôt que par un développement organique. La solution de Gauss fournit un dernier exemple de théorème individuel et spécialisé : elle illustre en sa perfection le procédé des mathématiques classiques. La théorie de Galois — de même que, à un moindre degré, celle d'Abel, — est générale et abstraite : elle ouvre l'ère des mathématiques modernes. »
Vuillemin étudie dans ce chapitre comment Gauss a pu parvenir à un résultat correct avec les seuls moyens des mathématiques classiques. Pour cela, il expose d'abord la méthode de Gauss, puis en démontre le résultat par le truchement des concepts abéliens. Gauss semble avoir pressenti par moments ces méthodes nouvelles, mais ne serait pas allé jusqu'au bout, de même que Lagrange n'était pas allé jusqu'à formaliser la théorie des groupes, qu'il effleurait pourtant dans son Mémoire.

#### Le génie mathématique
Gauss représente selon Vuillemin le type même du génie mathématique, en un sens aussi bien mélioratif que péjoratif. D'un premier point de vue, subjectif, l'intuition exceptionnelle dont fit preuve le mathématicien ne peut que susciter l'admiration. Mais du point de vue objectif de la science, le génie est une caractéristique extrinsèque au contenu scientifique même, et qui peut même lui nuire, dans la mesure où elle peut freiner l'axiomatisation, la « formalisation de la raison » :
« La mathématique de Gauss n'est rationnelle qu'en puissance. La découverte des structures algébriques et leur étude explicite et délibérée par Abel et Galois va la rendre rationnelle en acte. »
Il y a naturellement quelque ironie de la part de Vuillemin à opposer le génie de Gauss à la rigueur méthodique d'Abel et de Galois, quand on sait que ces deux derniers, dans l'imagerie traditionnelle, reçoivent fréquemment le qualificatif de génies, pour être morts jeunes après avoir révolutionné la discipline mathématique. Mais sous la plume de Vuillemin, le terme de génie  désigne l'inventivité, en tant qu'elle dépasse la faculté de la soumettre à une axiomatique rigoureuse. En ce sens, Gauss serait plus « génial » qu'Abel et Galois, ce qui, du point de vue objectif de la science, n'est  pas tant un atout qu'une limite.

#### Les deux intuitionnismes
Vuillemin en vient à distinguer deux intuitionnismes mathématiques, qu'il appelle intrinsèque et extrinsèque. 
Le premier considère que toute démonstration valide doit être fondée sur l'intuition arithmétique qui est celle de la suite des nombres entiers naturels, et que celle-ci est irréductible ; il caractérise les pensées de Descartes, Kronecker et Henri Poincaré. Pour s'en tenir à ce dernier exemple, Poincaré tient en effet la démonstration par récurrence — ou « induction complète » — comme paradigmatique de l'intuition mathématique : si l'on démontre qu'une propriété est vraie pour un nombre donné, par exemple 0, et que si est elle vraie pour un entier naturel n alors elle l'est également pour n + 1, dans ce cas on l'a démontrée pour tout entier naturel n supérieur ou égal à 0. Selon Vuillemin, cet intuitionnisme est « métaphysique, mais légitime ».
Il existe un deuxième intuitionnisme, « extrinsèque », qui ajoute au précédent une deuxième donnée irréductible, à savoir  l'expérience sensible, qui détermine l'intuition géométrique. C'est ici principalement de la philosophie kantienne qu'il est question. Cet intuitionnisme, selon Vuillemin, « altère la nature des démonstrations mathématiques, en leur ajoutant des ingrédients extérieurs qui introduisent de l'obscurité à leur principe. Aussi doit-on le rejeter absolument. »
Or, Gauss a usé dans ses démonstrations d'une méthode intuitionniste : « Gauss adopte délibérément une méthode extrinsèque en Algèbre et, plus particulièrement, dans les problèmes de construction. » Mais loin de valoir comme argument en faveur de l'intuitionnisme extrinsèque, cet exemple en révèle les limites, car cette méthode a dispensé Gauss d'une formalisation de ses découvertes : « C'est donc en vertu d'une nécessité, non d'un hasard, que les structures algébriques paraissent comme voilées dans son œuvre. Cette situation définissait subjectivement le génie ; objectivement, elle est la marque d'une impureté dans la méthode. »
En Gauss se rejoignent donc de manière corrélative :
- la méthode algébrique classique, opposée à celle des modernes ;
- l'intuitionnisme extrinsèque, opposé à l'axiomatique formelle ;
- et le génie mathématique, opposé à la rigueur structurale.

### Abel
La caractéristique du « style mathématique d'Abel » qu'étudie Vuillemin est le recours à la démonstration d'impossibilité. Avant de chercher une solution à la résolution des équations du cinquième degré, celui-ci se demande en effet d'abord si une telle résolution est possible — question qui, de fait, n'advient qu'ultérieurement, mais qui de droit devrait être posée au départ. Abel est donc l'inventeur de « l'idée d'une méthode générale, consistant à donner à un problème une forme telle qu'il soit toujours possible de le résoudre ». Or, Abel montre que les conditions pour que toute équation soit résoluble ne sont plus remplies au-delà du quatrième degré.
La méthode d'Abel est la suivante :
« En premier lieu, on analyse sous sa forme la plus générale une relation mathématique ou un ensemble défini de telles relations qui permettent de déterminer une propriété, dont on ignore encore si on peut ou non l'attribuer à une classe d'êtres : par exemple le caractère d'être résoluble algébriquement, d'être convergent, d'être exprimable par un nombre défini de fonctions d'une certaine classe. En second lieu, on considère la classe d'êtres à laquelle il s'agit d'attribuer cette propriété [...] ; on analyse ces êtres d'un point de vue général, on définit les relations auxquelles leur nature permet de les assujettir. Enfin, ce double examen révèle les cas d'incompatibilité (démonstrations d'impossibilité) et, éventuellement, indique la voie pour trouver les nouvelles relations exigibles dans les cas de possibilité [...]. »
Abel renverse donc la méthode algébrique traditionnelle : il ne procède plus « du spécial au général », autrement dit par généralisation, comme le faisaient ses prédécesseurs, Lagrange compris ; mais au contraire du général au particulier : ce qui vaut pour toute équation algébrique de degré strictement inférieur à 5 vaut a fortiori pour une équation du second degré. En ceci, Abel est l'un des créateurs de la méthode algébrique moderne, structurale. 
Cette méthode générale s'oppose en effet à la méthode « génétique » ; à ce titre, elle  permet, selon Vuillemin, la constitution d'une « critique générale de la raison pure », généralisation de la critique kantienne, débarrassée de ses éléments a posteriori, et reposant sur la seule idée de structure. « Toute la philosophie classique reste [...] attachée à la méthode génétique » dans la mesure où elle exige la constructibilité des concepts dans l'expérience, l'intuition, le Je pense. Il faut, si l'on veut transposer à la philosophie les méthodes qui ont fait leurs preuves en algèbre, ôter de la philosophie ce qui lui reste de contingent et d'empirique, partant abandonner la méthode génétique : « l'empirisme accompagne [...] toujours, comme son ombre, l'idéalisme génétique ». Si Kant a montré la voie à suivre en construisant des démonstrations d'impossibilité comme la réfutation de la preuve ontologique, il en a aussitôt borné la puissance en suivant une méthode génétique, à savoir en posant la possibilité d'une expérience comme critère de connaissance exclusif ; or, l'intuition sensible, à laquelle en appelle Kant, est « une faculté extérieure à la raison ». 
Une critique généralisée de la raison pure doit se passer de tout appui externe, en laissant la raison développer seule des structures, sans la ligoter à une genèse qui en étouffe la productivité :
« En un mot, les démonstrations générales, au sens d'Abel, changent la modalité de la preuve. Les démonstrations particulières sont réelles : elles supposent à leur principe la possibilité de l'expérience donnée dans l'affection de la sensation. Les démonstrations générales ont trait au possible et partent du seul concept, en ignorant les conditions restrictives de la sensibilité. »

### Galois
Galois est le premier algébriste moderne, en ceci qu'au souci de résolution des problèmes il associe la compréhension de la structure qui les génère et qui permet, ou non, de les résoudre. La notion de groupe est en effet la première structure algébrique analysée pour elle-même dans l'histoire des mathématiques.
L'idée fondamentale de Galois, exprimée à travers la notion de groupe, est que « l'irréductibilité d'une équation est relative à un domaine de rationalité défini » — par « domaine de rationalité », terme de Kronecker, on peut entendre par exemple un corps commutatif. Ainsi, « la résolubilité est un lien entre un certain individu algébrique — l'équation algébrique — et son « milieu », le corps auquel on le rapporte arbitrairement ou selon sa nature propre » (voir les articles groupe (mathématiques) et théorie de Galois).
La méthode de Galois est véritablement a priori, et permet à Vuillemin de distinguer deux types d'abstraction. La première s'élève « par une généralisation croissante » de l'individu au genre, comme nous l'avons vu plus haut dans la méthode de Lagrange ; elle est contingente, car soumise aux rencontres de l'expérience. Empirique, elle est « incapabl[e] de fournir un principe a priori pour définir les différences » ; son modèle serait la classification des êtres vivants. L'autre type d'abstraction est structural, et son modèle est la théorie des groupes : celle-ci est capable de définir les différences entre les genres, car elle les construit elle-même.
« Elle peut être appelée, avec plus de précision, formalisation, parce qu'elle ne dégage les structures de la gangue des problèmes individuels qu'à la condition d'abstraire deux fois : elle porte et sur les éléments du groupe, qu'on remplace par des symboles entièrement formels et sur les opérations mêmes, qui d'ailleurs viennent se confondre avec les éléments. Et, cette formalisation opérée, une méthode est donnée qui permet de construire les individus, non plus dans l'intuition suivant des schèmes imparfaits, mais dans les concepts eux-mêmes, de façon entièrement a priori et générale, sans faire appel désormais à aucun donné, sans rien devoir désormais à aucun bonheur. »
Ayant décrit la méthode de Galois, Vuillemin transpose en philosophie la notion de groupe et se demande si la notion fichtéenne de Moi peut satisfaire cette définition, puis montre que la conscience ne peut être considérée comme un groupoïde, alors que d'autres structures philosophiques, comme l'espace (mais non le temps), la catégorie de la qualité (affirmation et négation), et dans une certaine mesure l'expérience, peuvent recevoir une structure de groupe.
Avec la théorie de Galois s'achève le passage de l'algèbre de l'époque classique à l'époque moderne. D'étude des équations, elle est devenue, plus généralement, étude des structures algébriques. Ici s'achève la première partie de la Philosophie de l'algèbre, intitulée « Réflexions sur le développement de ma théorie des équations algébriques ».

## Mathématique et métaphysique
Jules Vuillemin examine, à travers la philosophie d'Edmund Husserl, les relations entre la métaphysique et la mathématique.
Son analyse s'articule autour de cinq problématiques : 1° la théorie définie de la multiplicité chez Husserl (§ 52) ; 2° la méthode phénoménologique (§ 53) ; 3° l'évolution de la pensée de Husserl (§ 54) ; 4° la critique de la mathématique formelle chez Husserl (§ 55) ; 5° la phénoménologie comme dogmatisme (§ 56).